# Una notte all'addiaccio
Una notte all'addiaccio  (Hare Force) è un film del 1944 diretto da Friz Freleng. È un cortometraggio d'animazione della serie Merrie Melodies, uscito negli Stati Uniti il 22 luglio 1944. Dal 1996 viene distribuito col titolo La lepre testarda.

## Trama
In una notte fredda e nevosa, Bugs Bunny si fa strada nelle grazie e, cosa più importante, nella casa di una vecchia signora. Sylvester, il suo cane, prende subito in antipatia il coniglio, e per gran parte della notte ognuno cerca di chiudere fuori di casa l'altro. Quando i due finiscono in un circolo vizioso in cui si buttano fuori di casa a vicenda rapidamente, la vecchia signora, ormai stufa di tutti quei litigi, interviene e dice a entrambi di andarsene, ma è lei a venire buttata fuori di casa. Così Bugs e Sylvester, dopo aver fatto pace, si mettono entrambi a oziare vicino al fuoco.

## Distribuzione

### Edizione italiana
Il primo doppiaggio italiano del corto fu eseguito nel 1988 dalla C.D.C. per la trasmissione sulle reti Rai. L'anno successivo fu ridoppiato a Milano per l'uscita in VHS. Nel 1996 fu nuovamente ridoppiato per la trasmissione televisiva dalla Angriservices Edizioni, sotto la direzione di Renzo Stacchi. Non essendo stata registrata una colonna internazionale, in tutti i casi fu sostituita la musica presente durante i dialoghi.

### Edizioni home video

#### VHS
America del Nord
- Starring Bugs Bunny! (1988)
- Bugs Bunny: Hollywood Legend (1990)
- Looney Tunes: The Collector's Edition - Canine Corps (1999)

Italia
- Bunny il coniglio: I Love NY (settembre 1989)

#### Laserdisc
- Bugs Bunny Classics (1990)
- The Golden Age of Looney Tunes Vol. 3 (23 dicembre 1992)

#### DVD
Il corto fu pubblicato in DVD-Video in America del Nord nel primo disco della raccolta Looney Tunes Golden Collection: Volume 3 (intitolato Bugs Bunny Classics) distribuita il 25 ottobre 2005. In Italia fu invece inserito nel DVD Bugs Bunny: Volume 3 della collana Looney Tunes Collection, uscito il 18 maggio 2006.